# Impedância mecânica
A impedância mecânica é uma medida de quanto uma estrutura resiste ao movimento quando submetida a uma força harmônica. Ela relaciona forças com velocidades atuando em um sistema mecânico. A impedância mecânica de um ponto em uma estrutura é a razão entre a força aplicada em um ponto e a velocidade resultante naquele ponto.
A impedância mecânica é o inverso da admitância mecânica ou mobilidade. A impedância mecânica é uma função da frequência {\displaystyle \omega } da força aplicada e pode variar muito com a frequência. Em frequências ressonantes, a impedância mecânica será menor, o que significa que menos força é necessária para fazer com que uma estrutura se mova a uma determinada velocidade. Para a maior amplitude de oscilação, a frequência dos impulsos deve estar próxima da frequência de ressonância do sistema.
{\displaystyle \mathbf {F} (\omega )=\mathbf {Z} (\omega )\mathbf {v} (\omega )}
Onde {\displaystyle \mathbf {F} } é o vetor de força, {\displaystyle \mathbf {v} } é o vetor velocidade, {\displaystyle \mathbf {Z} } é a matriz de impedância e {\displaystyle \omega } é a frequência angular.